# Tintinova dobrodružství
Tintinova dobrodružství (v překladu Egmont z poloviny 90. let 20. století jako Dobrodružství Tintina, ve francouzském originále Les Aventures de Tintin et Milou) je belgická komiksová série, jejímž autorem je kreslíř Hergé. Jedná se o jeden z nejpopulárnějších komiksů, na celém světě se ho prodalo kolem 200 milionů výtisků a byl přeložen do více než 70 jazyků. Základním příběhovým žánrem je detektivka a později též sci-fi, vše s nádechem humoru a frašky. Kresebně se jedná o skutečného průkopníka žánru, jelikož Hergé byl jedním z vůbec prvních autorů, kteří použili styl „čistá linka“ (claire ligne). Významně ovlivnil výtvarníky jako Andy Warhol nebo Roy Lichtenstein.
Mezi lety 1929 a autorovou smrtí v roce 1983 vzniklo celkem 23 komiksových alb o Tintinovi. Poslední, dvacátý čtvrtý díl Tintin a alf-art nestihl Hergé dokončit, v této nedokončené podobě byl vydán až posmrtně.

## Komiksová alba
| Pořadí | Český název                                             | Francouzský název             | První vydání ve francouzštině na pokračování | První vydání ve francouzštině jako album | První vydání v češtině | Vydavatel v češtině              |
| ------ | ------------------------------------------------------- | ----------------------------- | -------------------------------------------- | ---------------------------------------- | ---------------------- | -------------------------------- |
| 1.     | Tintin v zemi Sovětů                                    | Tintin au pays des Soviets    | 1929–1930                                    | 1930                                     | 2011                   | Albatros                         |
| 2.     | Tintin v Kongu                                          | Tintin au Congo               | 1930–1931                                    | 1931                                     | 2011                   | Albatros                         |
| 3.     | Tintin v Americe                                        | Tintin en Amérique            | 1931–1932                                    | 1932                                     | 2004                   | Albatros                         |
| 4.     | Faraonovy doutníky                                      | Les Cigares du pharaon        | 1932–1934                                    | 1934                                     | 2004                   | Albatros                         |
| 5.     | Modrý lotos                                             | Le Lotus bleu                 | 1934–1935                                    | 1936                                     | 2004                   | Albatros                         |
| 6.     | Ulomené ucho                                            | L'Oreille cassée              | 1935–1937                                    | 1937                                     | 2006                   | Albatros                         |
| 7.     | Černý ostrov                                            | L'Île Noire                   | 1937–1938                                    | 1938                                     | 2006                   | Albatros                         |
| 8.     | Žezlo krále Ottokara                                    | Le Sceptre d'Ottokar          | 1938–1939                                    | 1939                                     | 2007                   | Albatros                         |
| 9.     | Krab se zlatými klepety                                 | Le Crabe aux pinces d'or      | 1940–1941                                    | 1941                                     | 1994 2008              | Egmont ČR Albatros               |
| 10.    | Záhadná hvězda                                          | L'Étoile mystérieuse          | 1941–1942                                    | 1942                                     | 2008                   | Albatros                         |
| 11.    | Tajemství Jednorožce                                    | Le Secret de La Licorne       | 1942–1943                                    | 1943                                     | 1994 1995–1996 2008    | Egmont ČR časopis Květy Albatros |
| 12.    | Poklad Rudého Rackhama (1995–97: Poklad Rudého Raubíře) | Le Trésor de Rackham le Rouge | 1943                                         | 1945                                     | 1995 1996–1997 2008    | Egmont ČR časopis Květy Albatros |
| 13.    | 7 křišťálových koulí                                    | Les Sept Boules de cristal    | 1943–1944                                    | 1948                                     | 1997–1998 2009         | časopis Květy Albatros           |
| 14.    | Chrám Slunce                                            | Le Temple du Soleil           | 1946–1948                                    | 1949                                     | 2009                   | Albatros                         |
| 15.    | Tintin v zemi černého zlata                             | Tintin au pays de l'or noir   | 1939–1940, 1948–1950                         | 1950                                     | 2009                   | Albatros                         |
| 16.    | Míříme na Měsíc                                         | Objectif Lune                 | 1950–1952                                    | 1953                                     | 2009                   | Albatros                         |
| 17.    | První kroky na Měsíci                                   | On a marché sur la Lune       | 1952–1953                                    | 1954                                     | 2009                   | Albatros                         |
| 18.    | Případ Hluchavka                                        | L'Affaire Tournesol           | 1954–1956                                    | 1956                                     | 2010                   | Albatros                         |
| 19.    | Koks na palubě                                          | Coke en stock                 | 1956–1958                                    | 1958                                     | 2010                   | Albatros                         |
| 20.    | Tintin v Tibetu                                         | Tintin au Tibet               | 1958–1959                                    | 1960                                     | 2010                   | Albatros                         |
| 21.    | Šperky madam Castafiore                                 | Les Bijoux de la Castafiore   | 1961–1962                                    | 1963                                     | 2010                   | Albatros                         |
| 22.    | Let 714 do Sydney                                       | Vol 714 pour Sydney           | 1966–1967                                    | 1968                                     | 2011                   | Albatros                         |
| 23.    | Tintin a los Pícaros                                    | Tintin et les Picaros         | 1975–1976                                    | 1976                                     | 2011                   | Albatros                         |
| 24.    | Tintin a alf-art                                        | Tintin et l'Alph-Art          | —                                            | 1986                                     | 2011                   | Albatros                         |

## Filmové a televizní adaptace
Filmy
- Le Crabe aux pinces d'or (1947) – belgický animovaný film, režie Claude Misonne
- Tintin (Tintin et le Mystère de la Toison d'or; 1961) – francouzský hraný film, režie Jean-Jacques Vierne
- Tintin et les Oranges bleues (1964) – francouzsko-španělský hraný film, režie Philippe Condroyer
- Tintin a případ Hluchavka (L'Affaire Tournesol; 1964) – belgický animovaný film vzniklý sestřihem poslední třináctidílné řady seriálu, režie Ray Goossens
- Tintin a chrám Boha slunce (Tintin et le Temple du Soleil; 1969) – belgický animovaný film, režie Eddie Lateste a Raymond Leblanc
- Tintin a jezero žraloků (Tintin et le Lac aux requins; 1972) – belgický animovaný film, režie Raymond Leblanc
- Tintinova dobrodružství (The Adventures of Tintin; 2011) – americký animovaný film, režie: Steven Spielberg

Televizní seriály
- Les Aventures de Tintin, d'après Hergé (1959–1963) – belgický animovaný seriál, 104 navazujících pětiminutových epizod, režie Ray Goossens
Z poslední řady vznikl televizní film Tintin a případ Hluchavka
- Tintinova dobrodružství (Les Aventures de Tintin; 1991–1992) – francouzsko-kanadský animovaný seriál, 39 25minutových epizod, režie Stéphane Bernasconi